# Антон Попстоилов
Антон Попстоилов Ников (изписване до 1945 година: Антонъ попъ Стоиловъ Никовъ) е български историк, фолклорист и етнограф, академик на Българската академия на науките от 1906 година.

## Биография
Антон Попстоилов е роден в 1869 година в многочисленото семейство на поп Стоил в село Лешко, днес в България, тогава в Османската империя. Брат е на фолклориста Христо Попстоилов. Основно образование завършва в Дупница. В 1890 година завършва с втория випуск педагогическите курсове на Солунската българска мъжка гимназия. След това за три години е учител в Прилеп, а след учителстването завършва славянска филология във Висшето училище в София в 1897. За една година (1897 – 1898) е учител в Солунската българска мъжка гимназия. В следващата година е директор на Битолската българска класическа гимназия, а след това за две години (1899 – 1901) е директор на Солунската българска девическа гимназия. Едновременно от 1899 до 1903 учителства в Солунската българска мъжка гимназия. През 1903 година, след Солунските атентати е арестуван и държан 84 дни в затвор.
От 1903 до 1904 година е директор на Одринската българска мъжка гимназия и на петокласното девическо училище. Ученикът му от Одринската гимназия Дамян Калфов пише за него:
| „ | Висок, мургав човек с твърде строг израз на лицето. Също известен учен, етнограф или фолклорист, но единичкото изключение – не го обичахме твърде. Голямата му задълбоченост в науката ли го правеше такъв, или по природа си беше малко грубичък и недодяланичък, но... не го обичахме твърде. | “ |

От Одрин Попстоилов отива в Сяр, където е директор на Сярското българско педагогическо училище за три години (1904 – 1907). В следващите две години (1907 – 1909) се завръща в Солун като директор на Солунската българска мъжка и търговската гимназия. След това отново е директор за една година (1909 – 1910) в Одринската българска мъжка гимназия.
От Одрин се мести в Цариград, където от 1910 до 1913 е главен екзархийски училищен инспектор. В 1913 година изпълнява длъжността главен секретар на Екзархията. В следващите 5 години работи като уредник в Народния етнографски музей в София, където от 1918 до 1921 е директор. След това отново е уредник там до смъртта си в 1928 година. Между 1915 и 1918 г. е етнограф към Втора българска армия и обикаля Охрид, Скопие, Велес, Крива паланка, Сярско и Драмско в издирване на исторически и етнографски паметници. Участва като делегат от Горноджумайското македонско благотворително братство в обединителния конгрес на Македонската федеративна организация и Съюза на македонските емигрантски организации от януари 1923 година. Член-учредител е на Македонския научен институт.
За него професор Христо Вакарелски пише:
| „ | Като просветен деец, сътрудник и директор на Етнографския музей, като действителен член на Българската академия на науките и като гражданин Антон Попстоилов беше голям патриот и добросъвестен изследовател, който даваше пример на трудолюбие и всеотдайност към науката. Показалецът е най-добрият научен труд в България в тази област. А. Попстоилов не се възгордяваше, а работеше упорито и тихо. Той беше много ценен учен. На ръст беше едър – някъде около два метра висок. Ходеше винаги с бастун, но не се подпираше на него, а само го размахваше. Неговата кариера бе работата. | “ |

- Доклад на Антон Попстоилов до екзарх Йосиф за солунското българско образцово основно училище „Свети Климент“ през първото полугодие на учебната 1900/1901 г. 14 февруари 1901 г.

## Научни трудове
Антон Попстоилов е автор на 258 заглавия, от които няколко монографии и много статии и студии. Освен родния си край изследва и други райони. Пише статии за Царево село, Малешевско, Леринско, Мариовско, Прилеп, Битоля, Велес, Добърско, Одринско, Корчанско, Враня, София и посещава и изследва различни манастири. Отделя голямо внимание на изследването на Зарово. Пише в „Сборник за народни умотворения, наука и книжнина“, „Периодическо списание“, „Известия на Народния етнографски музей“ и други.
Попстоилов сравнява различни мотиви и теми от народното творчество. Изучава работата на първите български фолклористи и работи върху систематизацията на българския фолклор, като издава първата библиография в българската фолклористика – „Показалец на печатаните през ХІХ век български народни песни“ (2 части 1916 – 1918).